# 山田晟
山田 晟（やまだ あきら、1908年2月23日 - 2003年10月12日）は、日本の法学者（ドイツ法）。東京大学名誉教授、成蹊大学名誉教授、元愛知学院大学客員教授。岩手県一関市出身。三潴信吾と三潴信邦は義弟（妻の弟）。

## 来歴・人物
三潴信三の創めた日本におけるドイツ法研究をさらに発展させた。比較法学会理事長、日独法学会理事長、法制審議会民法部会委員、学術奨励審議会委員、最高裁判所図書館委員会委員、民事行政審議会委員、矯正審議会委員などを歴任。

## 経歴
- 1931年 東京帝国大学法学部法律学科卒業、東京帝国大学大学院（法学部）在学
- 1933年4月 東京帝国大学助手
- 1935年5月 東京帝国大学助教授
- 1945年9月 東京大学教授（ドイツ法講座）
- 1968年 東京大学停年退官、成蹊大学法学部教授
- 1978年 成蹊大学停年退職
- 2003年10月12日 腸閉塞のため死去[1]。

## 著書
- 『わかりやすい法学入門』（有信堂高文社、1996年3月）
- 『東西両ドイツの分裂と再統一』（有信堂高文社、1995年5月）
- 『立法学序説：体系論の試み』（有斐閣、1994年11月）
- 『ドイツ法律用語辞典』（改訂増補版）（大学書林、1993年3月）
- 『法学』（新版）（東京大学出版会、1992年12月）
- 『ドイツ連邦共和国法の入門と基礎：ドイツの憲法および民法』（有信堂高文社、1992年1月）
- 『ドイツ法概論III：商法・労働法・経済法・無体財産権』（第3版）（有斐閣、1989年9月、OD版2001年11月）
- 『ドイツ法概論II：民法・民事手続・国際私法』（第3版）（有斐閣、1987年8月、OD版2001年11月）
- 『ドイツ法概論I：憲法・行政法・刑法・刑事訴訟法』（第3版）（有斐閣、1985年10月、OD版2001年11月）
- 『入門ドイツ法講義』（5訂版）（有信堂高文社、1982年）
- 『ドイツ民主共和国法概説（上・下）』（東京大学出版会、1981年、1982年）
- 『ドイツ近代憲法史』（東京大学出版会、1963年）
- 『ドイツ憲法のあゆみ』（憲法調査会事務局、1962年）
- 『近代土地所有権の成立過程』（有信堂高文社、1958年）
- 『ドイツ法』（法政大学通信教育部、1950年）
- 『ドイツ物権法概説』（弘文堂、1949年）
- 『ドイツ法序論：講義案』（有斐閣、1948年）

## 門下生
- 鈴木禄彌
- 五十嵐清
- 村上淳一（のちの東京大学名誉教授）